# Gordon Carpenter
Gordon C. Carpenter (ur. 24 września 1919 w Saddle, zm. 8 marca 1988 w Lakewood) – amerykański koszykarz, złoty medalista letnich igrzysk olimpijskich w Londynie w 1948 roku. Był trenerem reprezentacji USA, która w 1950 roku zdobyła wicemistrzostwo świata, przegrywając w finale z Argentyną.